# La Jarretière
La Jarretière est une peinture à l'huile sur toile réalisée en 1724 par le peintre français Jean-François de Troy. Elle est conservée et exposée depuis 2019 au Metropolitan Museum of Art à New York, ainsi que son pendant, La Déclaration d'amour, de la même année.

## Description
Le tableau, comme d'autres de De Troy, est chargé d'érotisme et représente une scène d'intimité dans une pièce finement décorée, entre un couple, qui, à en juger par leurs beaux vêtements, sont issus de la noblesse. La femme, à gauche, rattache la jarretière sur sa jambe. L'homme, à sa droite, lui propose de l'aider, mais elle rejette fermement son aide d'un geste de la main. Le tricorne de l'homme repose au sol. À sa gauche, un livre repose sur une table, où se trouve également une statuette féminine classique nue. Derrière la table, un miroir reflète la statuette et montre une fenêtre proche. Au fond, une belle horloge, décorée d'une statuette de Saturne assis à sa base, dans un style proche de l'œuvre du créateur de meubles André-Charles Boulle, se dresse sur une bibliothèque,.

## Analyse
Mary Salzman déclare à propos de ce tableau : « Dans La Jarretière, la statuette féminine nue et l’horloge révèlent que la jeune femme, bien que réticente au départ, se laissera séduire. Elle finira par atteindre le même état dévêtu que le bronze, à commencer par sa jarretière. ».